# 维蒂希反应
维蒂希反应（英語：Wittig reaction）是醛或酮与三苯基磷鎓內鹽（维蒂希试剂）作用生成烯烃和三苯基氧膦的一类有机化学反应，以发明人德国化学家格奥尔格·维蒂希的姓氏命名。
格奥尔格·维蒂希在1954年发现该反应，并因此获得1979年诺贝尔化学奖。维蒂希反应在烯烃合成中有十分重要的地位。
维蒂希反应的反应物一般是醛/酮和单取代的磷鎓內鹽。使用活泼叶立德时所得产物一般都是Z型的，或Z/E异构体比例相当；而使用比较稳定的叶立德时，或在Schlosser改进的条件下，产物则以E型为主。

## 反应机理

### 经典机理
维蒂希反应的经典机理为：
磷叶立德1中的电负性碳进攻与醛酮羰基2中的碳原子，发生亲核加成。由于位阻原因，主要生成Ph3P+-和-O−处于反式的产物3。3C-C键旋转得到偶极中间体4。4在-78°C时比较稳定。然后生成含氧四元环过渡态5。5发生消除得到顺式烯烃7和三苯基氧膦6。
对于活泼的维蒂希试剂而言，与醛和酮反应时第一步的速率都较快，但第三步成环反应速率较慢，是速控步。但对于稳定的叶立德而言，R1基团可以稳定碳上的负电荷，第一步是速控步。因此总体的成烯反应速率减小，而且生成的烯烃中E型比例较大。这也是不活泼的维蒂希试剂与有位阻的酮反应很慢的缘故。

### 近期研究
最近的研究表明，以上的机理并不能解释所有的实验数据。目前主要用核磁共振谱来研究活泼维蒂希试剂的反应中间体。但是对于偶极中间体（3a和3b）是否存在及它们之间的相互转换，现在仍有争议。有证据显示磷叶立德1可以与羰基化合物2发生π²s/π²a [2+2]环加成反应，直接生成含氧的四元环4a和4b，并且产物5的立体化学与叶立德1和2羰基的加成以及4a和4b中间体之间的平衡有关。布魯斯·瑪麗安諾夫（Bruce Maryanoff）和Reitz研究了它们之间的平衡，将其称为“立体化学移动”（Stereochemical drift）。
多年以来，维蒂希反应的立体选择性一直被认为与产物烯烃的Z/E标记有关，然而有一些反应物却不遵守这样简单的规律。而且锂盐对反应的立体化学似乎也有复杂的影响。
脂肪醛和芳香醛，以及脂肪族和芳香族的鏻盐在发生维蒂希反应时也有显著的不同。Vedejs等人已经表明直链醛在无锂盐存在时没有可逆反应，整个反应是动力学控制的。Vedejs也因此提出一套理论来解释活泼和稳定维蒂希反应之间的差别。

## 维蒂希试剂

### 简单维蒂希试剂的制备
维蒂希试剂（Wittig）通常以四级鏻盐在强碱作用下失去一分子卤化氢制备，而鏻盐则可由三苯基膦和卤代烃反应得到。前者制备反应通常在乙醚或四氢呋喃中进行，强碱选用苯基锂或正丁基锂。
Ph3P+−CH2−R  X− + C4H9Li → Ph3P=CH−R + LiX + C4H10
最简单的维蒂希试剂是亚甲基三苯基膦（Ph3P+−C−H2），是一个橙黄色固体，对空气和水都不稳定，可通过三苯基膦和溴甲烷生成的溴化三苯基甲基鏻 Ph3P+-CH3·Br− 在干燥乙醚和氮气流下用苯基锂处理失溴化氢制得：
Ph3P + CH3Br → Ph3P+-CH3·Br− -(干燥乙醚,PhLi)→ Ph3P+-CH2−
它也是另一种合成维蒂希试剂方法的原料。合成时一般不将它分离出来，而直接进行下一步的反应。
至于取代叶立德，可先用卤代烃R−CH2−X烷基化Ph3P=CH2，得到一个取代的鏻盐：
Ph3P=CH2  +  R-CH2-X  →  Ph3P+−CH2− CH2−R  X−
再用C4H9Li脱去质子，生成Ph3P=CH−CH2−R。

### 稳定的维蒂希试剂
比较稳定的维蒂希试剂通常含有能够稳定类似碳负离子的碳上的负电荷的基团，例如在α碳上含有羰基的Ph3P=CH−COOR、Ph3P=CH−Ph。它们比简单的叶立德要稳定，且一般不与酮反应。对于不活泼叶立德和酮的反应可以参见Horner-Wadsworth-Emmons反应。
稳定的叶立德可通过用较弱的碱来处理鏻盐制备，比如醇盐，有时也可用氢氧化钠和碳酸钠。它们在维蒂希反应中通常生成E型为主的产物，即含羰基基团与β碳原子上较大的基团处于异侧。

### 结构
维蒂希试剂的结构可通过叶立德式，或更常见的含P=C双键的Phosphorane式来描述：
但是该共振式中磷超过了八隅律的要求。这个超价性质尚不能用经典理论解释。此外其共振倾向也不如烯烃和亚胺中p-p轨道交盖的π键强烈，意味着叶立德式对杂化体的贡献较大，碳原子具有亲核性。

## 应用和限制
由于应用性广泛，维蒂希反应已经成为烯烃合成的重要方法。它与消除反应（例如卤代烃的脱卤化氢反应）不同的是，消除反应得到由查依采夫规则决定的结构异构体的混合物，而维蒂希反应得到双键固定的烯烃。
很多醛和酮都可发生该反应，但羧酸衍生物（如酯）反应性不强。因此大多数情况下，单、二和三取代的烯烃都可以较高产率通过该反应制得。羰基化合物可以带着-OH、-OR、芳香-NO2甚至酯基官能团进行反应。
有位阻的酮类反应效果不理想，反应较慢且产率不高，尤其是在与稳定的叶立德反应时。可以用Horner-Wadsworth-Emmons反应来弥补这个不足。而且该反应对不稳定的醛类也不是很适合，包括易氧化、聚合或分解的醛。在“Tandem氧化维蒂希反应”中，维蒂希反应中的醛是由相应的醇在原地氧化获得的。
由于以二级卤代烷作原料生成鏻盐的产率很低，因此维蒂希试剂一般由一级卤代烷反应得到。这意味着四取代的烯烃最好通过其它方法来制取。但维蒂希试剂对很多基团都有很好的耐受性，包括烯烃、芳香环、醚类甚至酯基和与叶立德共轭的C=O和氰基。含两个P=C键的双叶立德也已成功制得并应用于反应中。
此外还有一个与产物立体化学相关的限制。对于简单的叶立德，产物主要是Z型，用酮反应时E型比例高些。而当反应在DMF中和LiI或NaI存在下反应时，产物却几乎全都是Z型的。这种情况下可以通过Schlosser改进来获得E型产物。对于稳定的叶立德和Horner-Wadsworth-Emmons反应，产物主要为E型。

## Schlosser改进
传统维蒂希反应的主要限制在于，反应主要经由赤型的偶极中间体，从而导致Z型烯烃的生成。但Schlosser和Christmann发现，在低温及苯基锂和HCl的存在下，苏型的中间体占主要地位，因此主要产物为E型烯烃。
科里和山本进一步发现，通过用偶极中间体叶立德与一个二级醛反应，该改进可以被用于烯丙醇的立体选择性合成。例如：

## 应用举例
由于该反应具有很强的应用性，因此它已经成为有机合成化学家十分重要的工具。
最常见的应用，即是用亚甲基三苯基膦（Ph3P=CH2）向分子中引入亚甲基。在上面的例子中，即便是樟脑这种有位阻的酮，都可通过与甲基三苯基溴化鏻和叔丁醇钾共热（产生维蒂希试剂）而被转化为其亚甲基衍生物。在另外一个例子中，以氨基钠作为碱产生叶立德，成功以62%的产率将反应物醛转化为烯烃I。这个反应是低温在THF中进行的，比较敏感的硝基、偶氮基和酚盐负离子都没有干扰反应。产物可用作聚合物的光稳定剂，防止聚合物被紫外线破坏。
白三烯A甲酸酯的合成中也涉及到了维蒂希反应。第一步使用了一个稳定的叶立德，其中羰基与叶立德共轭以防止自身缩合，但还是意外地得到了顺式为主的产物。第二个维蒂希反应则使用的是一个活泼的维蒂希试剂，产物也主要是顺式。需要注意的是环氧化合物和酯都没有对反应造成干扰。
甲氧基亚甲基三苯基膦是一个维蒂希试剂，可用于醛的同系化反应。